# Auritelorchis dollfusi
Auritelorchis dollfusi är en plattmaskart. Auritelorchis dollfusi ingår i släktet Auritelorchis och familjen Telorchiidae. Inga underarter finns listade i Catalogue of Life.